# Station Sainte-Bazeille
Station Sainte-Bazeille is een spoorweghalte in de Franse gemeente Sainte-Bazeille. Zij wordt bediend door treinen van het netwerk TER Nouvelle-Aquitaine op het traject Bordeaux - Agen.